# رقص لکی
رقص لکی، به لکی (بازی لکی،چوپی لکی،سگین سماع لکی) هریک از اقوام گوناگون ساکن در جغرافیای ایران، رقص‌هایی دارند که برگرفته از تاریخ زندگی طبیعی و اجتماعی آنان است. این رقصها همانند دیگر پدیده‌های فرهنگ مردم از مفاهیم اساسی زندگی اقوام ایرانی منشأ گرفته و در نتیجه سازگار و همگام با ساختار معیشتی، فکری و اخلاقی قومی هستند. این رقصها کارکردها و مضمونهای گوناگونی مانند آئینی و دینی، شادی و تغزل، حماسه و رزم، کار، تقلید و نمایش، سوگ و درمان دارند. 

رقص‌های لکی شامل دامنه‌ای است که در میان گروه‌های لک به شکل انتقال از نسلی به نسل بعدی گسترش یافته و شکل گرفته‌است. رقص‌های لکی عموماً ویژگی‌های مشترک رقصهای ایرانی شامل دسته‌ای و گروهی بودن، آرایش دایره وار، جنبه آهنگین و لباسهای رنگارنگ را درخود دارند.

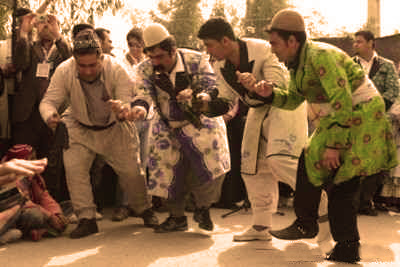
رقص سگین سماع لکی

## پیشینه
نقوش سه انسان در حال رقص بر سفالهای کشف شده، نمایش رقص در سر پرچم مفرغهای کوهدشت، که مربوط به هزاره یکم پیش از میلاد بدست آمده‌است و در موزه لوور نگهداری می‌شود 

## شیوه‌ها
در مناطق لک نشین ایران، رقص‌های بسیار گوناگونی وجود دارد که مانند: سگین سماع لکی، دوپا لکی و سه پاه لکی هستند. 

## رقص سنگین سماع لکی

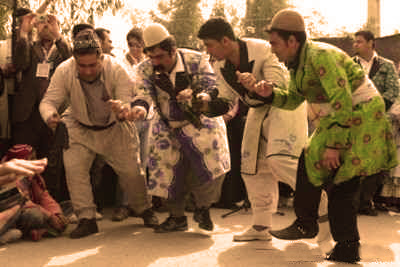
رقص سگین سماع لکی

- - سنیگن سماع یا به لکی سگین سماع معمولاً بخش آغازین رقص‌های گروهی در میان لک است و تمام اشعار آن لکی است و حتما باید در این رقص اشعار به خصوص لکی خوانده شود و رقص فقط باید با این اشعار و ترانه‌ها صورت گیرد مانند ترانه بزران بزران این رقص دربردارندهٔ حرکات موزون ملایم و آهسته است. رقصندگان ابتدا پای راست را به‌صورت ضربدر در کنار پای چپ می‌گذارند و آن را برمی‌دارند و دو گام جلو می‌روند و پای چپ را با نوک پنجه در جلوی بدن می‌گذارند و سپس آن را کنار پای راست قرار می‌دهند. دست‌ها در این رقص از آرنج خم می‌شوند و انگشت‌های کوچک رقصندگان همراستا با شانه‌ها، درمیان یکدیگر گره می‌خورند. بنظر می‌رسد هریک از حرکات و اجزای رقص سما، تداعی‌گر فلسفه‌ای برگرفته از هزاران سال تجربه همزیستی لکها با طبیعت پیرامون است.

## رقص سه‌پا لکی
- - گام بعدی پس از سنگین‌سَما، با تندتر شدن آهنگ و سپس ریتم حرکات موزون، رقص سه‌پا است. منوال بدین‌گونه است که رقصندگان با پای راست رقص را آغاز می‌کنند و سه گام به جلو برمی‌دارند. در رقص‌های لکی به‌مانند اکثر رقص‌های گروهی ایرانی، آغاز حرکت با پای راست است. رقصندگان پس از برداشتن سه گام، ابتدا پای راست و بعد پای چپ را خم می‌کنند. دست‌های رقصندگان در این رقص پنجه به پنجه در هم گره می‌خورند و شانه‌های آنان به یکدیگر تکیه دارند (معنای تحت‌اللفظی رقص به لکی (دَس گِرتِه)، همین پیوند دستها در هنگام رقص است).

## رقص دوپا لکی
- - این رقص معمولاً پس از سه‌پا با تندترشدن آهنگ نوازندگان و رقصندگان انجام می‌گیرد و حرکات پاها و دست‌ها در این رقص همانند رقص سنگین‌سَما (رقص آغازین) است. معمولاً کهنسالان در حرکات آغازین سنگین‌سَما بیشتر مشارکت می‌کنند و حرکات سه‌پا و دوپا که نیاز به انرژی و پویایی بیشتر است بیشتر درمیان جوانان طرفدار دارد.